# Бен-Гур (фильм, 1959)
«Бен-Гур» (англ. Ben-Hur) — широкоформатный эпический кинофильм («пеплум») по библейским мотивам, снятый в  1959 году режиссёром Уильямом Уайлером по одноимённому роману американского писателя Лью Уоллеса. Премьера состоялась в Нью-Йорке 18 ноября 1959 года. 
Фильм впервые в истории кинематографа завоевал премию «Оскар» в 11 номинациях.

## Сюжет
К 26-му году н. э. Римская империя расширяет свои владения, завоёвывая всё новые и новые земли. Иудея, где прокатился слух о рождении Сына Божьего, покорена. Её видный и богатый гражданин Иуда Бен-Гур встречает друга своего детства Мессалу, ставшего теперь римским трибуном. Когда-то родственные души, они ссорятся на идеологической почве. Мессала обвиняет Иуду в покушении на прокуратора Валерия Грата. Бен-Гура ссылают на галеры, его мать Мириам и сестру Тирзу заточают в тюрьму. По пути к пристани Бен-Гур встречает Иисуса Христа, он подаёт Иуде плошку с водой, конвоиры поражены видом Иисуса, как и Иуда. 
Во время сражения с пиратами Бен-Гур спасает командующего, консула Квинта Ария. Арий во время триумфа просит императора Тиберия помиловать Иуду и, получив дозволение, усыновляет его, завещав своё состояние. Уже как гражданин Рима Бен-Гур возвращается в Иудею, где находит запустевший дом и двух своих бывших рабов (Эсфирь, которую Иуда освободил незадолго до ссылки и в которую влюблен, а также её отца). При первой встрече с Мессалой Иуда требует от него в течение суток выпустить его мать и сестру, которые со времён изгнания находятся в темнице. Мессала и тюремщики обнаруживают, что Мириам и Тирза заболели проказой, и отправляют их в долину прокажённых. По пути туда они встречают Эсфирь и просят её не говорить Бен-Гуру про болезнь, чтобы он запомнил их такими, какими они были до неё. Эсфирь рассказывает Бен-Гуру о смерти Мириам и Тирзы.
Обуреваемый жаждой мести Бен-Гур решает принять участие в ежегодной гонке колесниц, которую уже четвёртый год подряд выигрывает Мессала. Мессала на греческой колеснице разбивает колесницы других участников, однако в напряжённом единоборстве с Иудой его колесница ломается, и он попадает под копыта коней другого участника. Умирающий Мессала сообщает Иуде, что его мать и сестра находятся в долине прокажённых. По прибытии в ближайшее поселение для прокажённых Бен-Гур встречает Эсфирь, которая уговаривает его не показываться (чтобы не разбивать сердце сестре и матери). Издали он видит своих родных.
На встрече с прокуратором Пилатом Бен-Гур отказывается от римского гражданства и собственности в Риме. Он решает вывезти из колонии мать и сестру и показать их Иисусу. В это время проходит Суд Пилата, который заканчивается распятием Христа на горе Голгофе. Бен-Гур наблюдает за происходящим в толпе иудеев и пытается подать Иисусу воды, однако конвоиры оттесняют его. Ночью на горе начинается ливень, после которого Мириам с Тирзой исцеляются и воссоединяются с Бен-Гуром.

## В ролях
| Актёр          | Роль              |
| -------------- | ----------------- |
| Чарлтон Хестон | Иуда Бен-Гур      |
| Стивен Бойд    | Мессала           |
| Марта Скотт    | Мириам            |
| Кэти О’Доннелл | Тирза Бат-Гур     |
| Хайя Харарит   | Эсфирь            |
| Сэм Джаффе     | Симонид           |
| Джек Хокинс    | Квинт Аррий       |
| Теренс Лонгдон | Друз              |
| Хью Гриффит    | Шейх Илдерим      |
| Фрэнк Тринг    | Понтий Пилат      |
| Клод Хитер     | Иисус Христос     |
| Марина Берти   | Флавия            |
| Андре Морелл   | Секст             |
| Джордж Рельф   | император Тиберий |

## Премии
Картина получила рекордные 11 «Оскаров» в следующих номинациях:
- лучший фильм
- лучший режиссёр — Уильям Уайлер
- лучший актёр — Чарлтон Хестон
- лучшая мужская роль второго плана — Хью Гриффит
- лучшая операторская работа
- лучший художник — Уильям А. Хорнинг
- лучшие художники по костюмам
- лучший звук
- лучшие спецэффекты
- лучший монтаж — Джон Даннинг, Ральф Уинтерс
- лучший саундтрек для драматических/комедийных картин

На сегодняшний день лишь два фильма смогли повторить «оскаровский» успех «Бен-Гура»: спустя почти сорок лет такое же количество статуэток получил «Титаник» (1997) режиссёра Джеймса Кэмерона, а затем, в 2003 году, «Властелин колец: Возвращение короля» режиссёра Питера Джексона.
Помимо «Оскаров», фильм Уильяма Уайлера получил 4 премии «Золотой глобус» (лучший фильм, лучший режиссёр, лучшая мужская роль второго плана и специальная премия Эндрю Мартону за постановку сцены гонок на колесницах) и премию Британской академии кино и телевизионных искусств «BAFTA» за лучший фильм.